# Aporia larraldei
Aporia larraldei is een vlindersoort uit de familie van de Pieridae (witjes), onderfamilie Pierinae.
Aporia larraldei werd in 1876 beschreven door Oberthür.